# Arniquet
Arniquet este o comună din arondismentul Port-Salut, departamentul Sud, Haiti, cu o suprafață de 59,29 km2 și o populație de 26.536 locuitori (2009).